# 王大學
王大學（1527年—？），字希曾，號省吾，浙江紹興府山陰縣人，民籍，明朝政治人物。

## 生平
初姓孫。浙江鄉試第八十二名。嘉靖三十二年（1553年），登三甲第一百九十二名進士。刑部观政，授江西安福知县，调福建光泽县，升泽州知州、大理寺評事。

## 家族
曾祖孫仕宗；祖父孫孟鑑；父孫仲彰，驛丞。母周氏。具庆下。弟文學、來學、幼學、敏學。弟文学、来学，俱生员；幼学、敏学。